# Zespół przyrodniczo-krajobrazowy „Kolumna-Las”
Zespół Przyrodniczo-Krajobrazowy „Kolumna-Las” – zespół przyrodniczo-krajobrazowy utworzony w 1993 roku decyzją Rady Miejskiej w Łasku. Jest najstarszą istniejącą tego typu formą ochrony przyrody w województwie łódzkim.

## Charakterystyka
Obszar ma powierzchnię 365 ha i znajduje się w powiecie łaskim w granicach administracyjnych miasta Łask w jego rekreacyjno-wypoczynkowej dzielnicy Kolumnie. Ochroną objęty jest tu starodrzew sosnowy wraz ze znajdującą się tu historyczną, drewnianą zabudową letniskową. Ograniczeniu podlega tu wycinka drzew.
Przebiega tędy czerwony szlak turystyczny: Szlak Okolic Łodzi.